# SlowDroid
SlowDroid – aplikacja stworzona przez Maurizio Aiello i Enrico Cambiaso pozwalająca urządzeniu mobilnemu unieruchomić serwer www przy pomocy łącza o względnie małej przepustowości.
Działanie tej aplikacji jest podobne do działania Slowloris, gdyż tworzy wiele połączeń z serwerem ofiary. W odróżnieniu od reszty ataków DoS SlowDroid zamiast tworzyć fałszywe żądania HTTP, wypełnia je nieskończenie dużą ilością spacji. Najbardziej istotnym czynnikiem wyróżniającym SlowDroid jest jego implementacja, gdyż został stworzony do współpracy z systemem Android (system operacyjny).
Slowdroid został pierwotnie opublikowany w Google Play. Ze względu na warunki użytkowania, aplikacja została usunięta ze sklepu i jest obecnie dostępna na stronie jej autorów.

## Podobne oprogramowanie
- Slowloris
- LOIC
- HOIC